# Raffaele Schiavina
Raffaele Schiavina, noto anche con lo pseudonimo di Max Sartin (Ferrara, 8 aprile 1894 – Salt Lake City, 23 novembre 1987), è stato un anarchico italiano.

## Biografia
Fu tra gli organizzatori degli Arditi del Popolo. Noto con lo pseudonimo di "Max Sartin", con cui ha firmato parecchi dei suoi articoli e pubblicazioni, è stato per oltre 50 anni, fino alla chiusura nel 1972, fra i responsabili del giornale L'Adunata dei Refrattari, da lui diretto a partire dal 1927.
L'"Archivio Giuseppe Pinelli" di Milano ha ricevuto in donazione da Max Sartin più di un centinaio di foto e documenti, fra i quali opuscoli, ritenuti rari, inerenti al movimento anarchico italo-statunitense e relativi al periodo della dittatura fascista, in gran parte editi a Parigi.
Abbraccia la causa anarchica in età giovanile, quasi adolescenziale, e ripara negli USA prima dell'inizio della prima guerra mondiale dove prosegue la sua militanza divenendo redattore del giornale Cronaca Sovversiva, pubblicazione anarchica che sosteneva le tesi "antiorganizzative", come si diceva all'epoca, in pratica indirizzate alla creazione di un movimento anarchico informale, auto-organizzato ed autonomo da federazioni, commissioni di corrispondenza o organi simili (tipici, invece, delle organizzazioni anarchiche "di sintesi", come le federazioni anarchiche), ed il cui redattore responsabile era Luigi Galleani.
Viene arrestato negli Usa con Luigi Galleani ed estradato in Italia, scarcerato nel 1920, sempre assieme a Galleani riapre Cronaca Sovversiva di cui ne vengono inviate 4000 copie negli USA con il titolo A stormo in quanto negli USA era stata censurata la testata che portava titolo Cronaca Sovversiva nell'immediato periodo successivo diviene organizzatore degli Arditi del Popolo nella zona del Vercellese.
Accusato di essere uno dei capi degli Arditi del Popolo gli vengono imposti due anni di carcere preventivo e l'assoluzione avvenuta il 22 ottobre 1922 gli permette di espatriare in Francia e nello specifico a Parigi dove fonda un altro noto, nel prosieguo, foglio anarchico, Il Monito, a Parigi compie un attentato ai danni del console fascista e quindi entra di nascosto negli USA dove rimane fino alla morte.

## Opere scritte
- Max Sartin, Berneri in Spagna, New York, Biblioteca de "L'Adunata dei Refrattari", 1938.
- Max Sartin, Berberi in Ispana, Biblioteca de "L'Adunata dei Refrattari", senza data.
- Max Sartin, prefazione di Luigi Galleani, La guerra che viene, 1939.
- Max Sartin, Il sistema rappresentativo e l'ideale anarchico, New York, Biblioteca de "L'Adunata dei Refrattari", 1945.
- Max Sartin, Mistificazioni e chimere del riformismo, 1947.
- Max Sartin, Il sistema rappresentativo e l'ideale anarchico, Genova, Gruppi Anarchici Riuniti, 1957.
- Max Sartin, introduzione e breve bibliografia di Gianni Carrozza, Berneri in Spagna, Iglesias, Edizioni RL, senza data.
- Max Sartin, Pio Turroni, Osvaldo Maraviglia, Papers.
- Autori vari, Barricate e decreti. Spagna 36-37, la rivoluzione infranta, Gratis Edizioni, 2013.
- Max Sartin, Le systeme representatif et l'ideal anarchiste, Anar'chronique éditions, 2017.
- Max Sartin, Sebastien Faure, Errico Malatesta, Perché gli anarchici non votano, Aprilia, Ortica Editrice, 2017.